# Det blodröda fältet
Det blodröda fältet (engelsk titel: The Crimson Field) är en brittisk TV-serie, som började sändas på BBC One den 6 april 2014. 
Serien handlar om livet vid ett fiktivt fältsjukhus i Frankrike under första världskriget. BBC har beslutat att det endast blir en säsong i sex avsnitt av serien. Den började sändas i Sveriges Television den 30 augusti 2014.

## Rollista
- Oona Chaplin som Kitty Trevelyan
- Hermione Norris som Grace Carter
- Suranne Jones som Joan Livesey
- Kevin Doyle som Roland Brett
- Kerry Fox som Margaret Quayle
- Alex Wyndham som Miles Hesketh-Thorne
- Jeremy Swift som Reggie Soper
- Richard Rankin som Thomas Gillan
- Marianne Oldham som Rosalie Berwick
- Alice St. Clair som Flora Marshall
- Jack Gordon som Peter Foley